# Elsad Zverotić
Elsad Zverotić, né le 31 octobre 1986 à Berane au Monténégro, est un footballeur international monténégrin. Il évolue actuellement dans le club suisse du FC Aarau au poste de défenseur droit.

## Carrière

### En club
Le 2 septembre 2013 il rejoint Fulham.

### En sélection nationale
Il joue son premier match international en espoirs avec l'équipe du Monténégro le 2 mai 2007 face à l'Albanie.
Le 20 août 2008, il est appelé en équipe nationale par le sélectionneur Zoran Filipović pour affronter la Hongrie en match amical. Il effectue à cette date sa première sélection sous le maillot monténégrin. Il est remplacé à la 84e minute.
Le 7 septembre 2010, il inscrit son premier but en équipe nationale, contre la Bulgarie. Il permet ainsi à l'équipe du Monténégro de gagner à l'extérieur dans le cadre des éliminatoires pour le championnat d'Europe 2012.

## Palmarès
FC Sion
- Vainqueur de la Coupe de Suisse en 2015 et Finaliste en 2017